# Lista de fontes de Braga
A cidade de Braga é riquíssima em fontes construídas ao longo dos séculos. Segue-se a lista das fontes de Braga:

## Braga (Maximinos, Sé e Cividade)
| Fonte                           | Ano  | Localização             | coordenadas geográficas     | imagem |
| ------------------------------- | ---- | ----------------------- | --------------------------- | ------ |
| Fontanário da Rua Andrade Corvo |      |                         | 41° 33′ 02″ N, 8° 25′ 53″ O |        |
| Fonte da Alameda                |      |                         | 41° 33′ 16″ N, 8° 26′ 02″ O |        |
| Fonte das Carvalheiras          |      | Sé                      | 41° 32′ 57″ N, 8° 25′ 45″ O |        |
| Fonte de Santa Bárbara          |      | Jardim de Santa Bárbara | 41° 33′ 05″ N, 8° 25′ 33″ O |        |
| Fonte de Santiago               | 1531 |                         | 41° 33′ 09″ N, 8° 26′ 03″ O |        |
| Fonte de São Pedro              |      |                         | 41° 32′ 45″ N, 8° 26′ 07″ O |        |
| Fonte do Campo das Hortas       | 1594 | Campo das Hortas        | 41° 33′ 00″ N, 8° 25′ 49″ O |        |
| Fonte do Largo de Santiago      | 1745 |                         | 41° 32′ 53″ N, 8° 25′ 34″ O |        |
| Fonte do Pelicano               |      | Sé Praça do Município   | 41° 33′ 04″ N, 8° 25′ 40″ O |        |

## Braga (São José de São Lázaro e São João do Souto)
| Fonte                          | Ano  | Localização                | coordenadas geográficas     | imagem |
| ------------------------------ | ---- | -------------------------- | --------------------------- | ------ |
| Chafariz da Praça da República | 1995 | Praça da República (Braga) | 41° 33′ 05″ N, 8° 25′ 23″ O |        |
| Fontanário das Colunas         |      | Parque da Ponte            | 41° 32′ 29″ N, 8° 25′ 09″ O |        |
| Fonte de Santo Adrião          | 1636 |                            | 41° 32′ 27″ N, 8° 24′ 45″ O |        |
| Fonte do Diabo Manquinho       |      | Parque da Ponte            | 41° 32′ 31″ N, 8° 25′ 07″ O |        |
| Fonte do Estádio 1.º de Maio   |      |                            | 41° 32′ 19″ N, 8° 25′ 18″ O |        |
| Fonte do Largo Carlos Amarante |      | Largo Carlos Amarante      | 41° 32′ 58″ N, 8° 25′ 25″ O |        |
| Fonte do Parque da Ponte       |      | São José de São Lázaro     | 41° 32′ 26″ N, 8° 25′ 12″ O |        |
| Fonte do Pópulo                | 1844 |                            | 41° 33′ 07″ N, 8° 25′ 43″ O |        |
| Fonte do Ídolo                 |      | São José de São Lázaro     | 41° 32′ 55″ N, 8° 25′ 19″ O |        |
| Fonte dos Castelos             | 1723 | Largo do Paço              | 41° 33′ 03″ N, 8° 25′ 35″ O |        |
| Fonte dos Galos                | 1639 |                            | 41° 32′ 41″ N, 8° 24′ 54″ O |        |
| Fonte dos Granginhos           |      |                            | 41° 32′ 53″ N, 8° 25′ 21″ O |        |

## Braga (São Vicente)
| Fonte                | Ano | Localização        | coordenadas geográficas     | imagem |
| -------------------- | --- | ------------------ | --------------------------- | ------ |
| Fonte de São Vicente |     |                    | 41° 33′ 22″ N, 8° 25′ 18″ O |        |
| Fonte do Campo Novo  |     | Campo Novo (Braga) | 41° 33′ 13″ N, 8° 25′ 14″ O |        |
| Fonte do Mercado     |     |                    | 41° 33′ 15″ N, 8° 25′ 40″ O |        |
| Fonte do Mundo       |     |                    | 41° 33′ 29″ N, 8° 25′ 15″ O |        |

## Braga (São Vítor)
| Fonte                       | Ano  | Localização | coordenadas geográficas     | imagem |
| --------------------------- | ---- | ----------- | --------------------------- | ------ |
| Chafariz da Rua Dom Pedro V | 1869 |             | 41° 33′ 10″ N, 8° 24′ 45″ O |        |
| Fonte da rua da Restauração |      |             | 41° 33′ 07″ N, 8° 24′ 56″ O |        |

## Mire de Tibães
| Fonte          | Ano | Localização | coordenadas geográficas     | imagem |
| -------------- | --- | ----------- | --------------------------- | ------ |
| Fonte do bicho |     |             | 41° 33′ 37″ N, 8° 28′ 58″ O |        |

## Nogueira, Fraião e Lamaçães
| Fonte                   | Ano  | Localização | coordenadas geográficas     | imagem |
| ----------------------- | ---- | ----------- | --------------------------- | ------ |
| Fonte das Águas Férreas | 1773 |             | 41° 32′ 30″ N, 8° 23′ 57″ O |        |

## Palmeira
| Fonte                     | Ano  | Localização | coordenadas geográficas     | imagem |
| ------------------------- | ---- | ----------- | --------------------------- | ------ |
| Chafariz da Ponte do Bico | 1872 | EN101       | 41° 36′ 14″ N, 8° 25′ 41″ O |        |

## Real, Dume e Semelhe
| Fonte                 | Ano | Localização | coordenadas geográficas     | imagem |
| --------------------- | --- | ----------- | --------------------------- | ------ |
| Fonte de São Frutuoso |     | Real        | 41° 33′ 37″ N, 8° 26′ 19″ O |        |

## Tadim
| Fonte                      | Ano | Localização | coordenadas geográficas     | imagem |
| -------------------------- | --- | ----------- | --------------------------- | ------ |
| Fonte de Mergulho em Tadim |     |             | 41° 30′ 27″ N, 8° 29′ 24″ O |        |